# Cantone di Lauterbourg
Il Cantone di Lauterbourg era una divisione amministrativa dell'arrondissement di Wissembourg.
A seguito della riforma approvata con decreto del 18 febbraio 2014, che ha avuto attuazione dopo le elezioni dipartimentali del 2015, è stato soppresso.

## Composizione
Comprendeva i comuni di
- Lauterbourg
- Neewiller-près-Lauterbourg
- Niederlauterbach
- Salmbach
- Scheibenhard